# 小池達哉
小池 達哉（こいけ たつや）は、日本の弁護士。福島県弁護士会会長や、日本弁護士連合会副会長、会津若松市外部評価委員等を歴任。

## 人物・経歴
福島県会津若松市生まれ。福島県立会津高等学校を経て、東北大学法学部卒業。1994年最高裁判所司法研修所修了、仙台弁護士会弁護士登録。1997年福島県弁護士会弁護士登録。2013年福島県弁護士会会長。2019年には会津地区からは初となる日本弁護士連合会副会長に就任し、災害復興支援等を担当した。